# اتفاقية الشراكة بين الاتحاد الأوروبي ومولدوفا
اتفاقية الشراكة بين الاتحاد الأوروبي ومولدوفا هي اتفاقية بين الاتحاد الأوروبي والجماعة الأوروبية للطاقة الذرية ودوله الأعضاء الـ 28 وبين مولدوفا التي تؤسس رابطة سياسية واقتصادية بين الطرفين.
أسست الاتفاقية منطقة تجارة حرة عميقة وشاملة بين الاتحاد الأوروبي ومولدوفا، بما في ذلك «إلغاء رسوم الاستيراد لمعظم السلع المتداولة بين الاتحاد الأوروبي ومولدوفا» و«الوصول المتبادل الواسع إلى التجارة في الخدمات لكلا الشريكين».
التزم الطرفان بالتعاون والتقريب بين السياسة الاقتصادية والتشريعات واللوائح عبر مجموعة واسعة من المجالات، بما في ذلك حقوق متساوية للعمال، وتبادل المعلومات والموظفين في مجال العدالة، وتحديث البنية التحتية للطاقة في مولدوفا، والوصول لبنك الاستثمار الأوروبي. التزم الطرفان بعقد اجتماعات قمة منتظمة واجتماعات بين الوزراء وغيرهم من المسؤولين والخبراء.
يُلزم الاتفاق مولدوفا بإجراء إصلاحات اقتصادية وقضائية ومالية لتوحيد سياساتها وتشريعاتها مع سياسات وتشريعات الاتحاد الأوروبي.

## التاريخ
تم توقيع اتفاقية الشراكة مع الاتحاد الأوروبي بالأحرف الأولى في 29 نوفمبر 2013 في بروكسل. وتم التوقيع عليه في 27 يونيو 2014 وكان يجري تطبيقه مؤقتًا على وجه الخصوص اتفاقية التجارة الحرة اعتبارًا من 1 سبتمبر 2014. في 1 يوليو 2016 دخلت اتفاقية الشراكة بين الاتحاد الأوروبي وجمهورية مولدوفا حيز التنفيذ بالكامل، بعد تصديق جميع الموقعين الـ 31.

## التوقيع والتصديق
وقعت غالبية الدول الأوربية في الاتفاقية مباشرة، أما فيما يتعلق بمالطا، فقد تم التصديق على الاتفاقية وفقاً للمادة 4 (2)(ب) من قانون مالطا للاتحاد الأوروبي، التي تنص على ما يلي: «شريطة أنه فيما يتعلق بالمعاهدات والاتفاقيات الدولية التي يجوز لمالطا الانضمام إليها كدولة عضو في الاتحاد الأوروبي، والمعاهدات والاتفاقيات الدولية التي تلتزم مالطا بالتصديق عليها باسمها أو باسم الجماعة الأوروبية بحكم عضويتها داخل الاتحاد الأوروبي، تدخل هذه الأحكام حيز التنفيذ بعد شهر واحد من تقديمها لتتم مناقشتها من قبل اللجنة الدائمة للشؤون الخارجية والأوروبية». ونظرًا لتقديم المعاهدة إلى اللجنة الدائمة للشؤون الخارجية والأوروبية في 21 يوليو 2014، دخلت المعاهدة حيز التنفيذ كجزء من التشريع المالطي في 21 أغسطس 2014.
أما ما يخص المملكة المتحدة وأيرلندا الشمالية، فقد استند التصديق إلى الأمر الصادر عن الاتحاد الأوروبي (تعريف المعاهدات) (اتفاقية الشراكة) (مولدوفا) لعام 2015، بموجب المادة 1(3) من قانون الجماعات الأوروبية لعام 1972، بعد الموافقة عليه بقرار من كل مجلس من البرلمان. وتم تطبيق الاتفاقية على المملكة المتحدة كدولة عضو في الاتحاد الأوروبي حتى خروج بريطانيا من الاتحاد الأوروبي في 31 يناير 2020. خلال الفترة الانتقالية التي أعقبت خروج بريطانيا من الاتحاد الأوروبي، والاتفاقية حتى 31 ديسمبر 2020، ظلت الاتفاقية سارية على المملكة المتحدة. أعلنت المملكة المتحدة ومولدوفا في 8 أكتوبر 2020 عن اتفاقية تحل محل اتفاقية الشراكة بين الاتحاد الأوروبي ومولدوفا بينهما، والتي سيتم تطبيقها مؤقتًا اعتبارًا من 1 يناير 2021.

## التطورات اللاحقة
في عام 2014 فرضت روسيا قيودًا تجارية انتقامية على الصادرات الزراعية من مولدوفا ردًا على توقيع اتفاقية الشراكة مع الاتحاد الأوروبي. من بين الإجراءات الأخرى في 31 أغسطس علقت روسيا 19 بندًا من اتفاقية التجارة الحرة بين روسيا ومولدوفا الموقعة في 2011.
 قام إيغور دودون الذي تم انتخابه رئيسًا لمولدوفا في نوفمبر 2016 بحملة لإجراء استفتاء حول إلغاء الاتفاقية لصالح الانضمام إلى الاتحاد الاقتصادي الأوراسي.